# Castello di Magnano
Il castello di Magnano è una fortificazione situata a Magnano, frazione del comune italiano di Carpaneto Piacentino, in provincia di Piacenza. Il castello si trova sulle prime propaggini collinari dell'Appennino ligure a un'altezza di 350 m s.l.m. in una posizione decentrata, ma dominante rispetto alla frazione sullo spartiacque tra la val Chero e la val Segola.

## Storia
Il castello viene citato per la prima volta il 27 giugno 1288 all'interno del Liber Mancassola, un codice conservato presso l'archivio storico comunale di Piacenza, che testimonia la cessione, da parte di Filippo Della Volta Landi di un ottavo della proprietà del castello a Tommasino e Pietro Mancassola. Al contrario, la rimanente porzione del complesso rimase sotto il controllo della famiglia Volta Landi.
Nel 1460 il castello viene venduto dalla vedova di Luigi Mancassola ai discendenti di Bartolomeo Scotti in cambio di una somma di 270 ducati d'oro. La vendita venne poi confermata ufficialmente nel 1475 con il rogito effettuato dal notaio Leonardo Loschi. Negli anni successivi tanto il castello quanto la località di Magnano furono sottoposte al controllo del ramo di San Giorgio e Castelbosco della famiglia Scotti che perdurò fino agli ultimi anni del Settecento quando, dopo che uno dei membri della famiglia si unì in matrimonio con una donna parte della famiglia Della Scala, essa decise di aggiungere al cognome Scotti anche il cognome Della Scala.
Nel 1877, dopo la scomparsa di Paolo Scotti, il maniero venne ereditato dalla figlia Luisa, moglie del conte Stefano Marazzani, che lo adibì a propria residenza, prima di trasmetterlo alla figlia Maria Dolores, moglie del marchese Vittorio Casali. Nel 1950 il complesso pervenne a Giustina Casali in Scribani Rossi la quale nel 1952 lo cedette ai signori Garbazza ai quali successero poi gli Iannone di Milano.

## Struttura
Il castello, realizzato prevalentemente in pietra a vista con blocchi di forma squadrata ai quali si affiancano alcune modifiche in laterizio, presenta una struttura molto particolare, piuttosto insolita tra le fortificazioni del piacentino, sia per la struttura geometrica che per l'esemplarità costruttiva; il complesso presenta, infatti, una pianta irregolare di forma trapezoidale sviluppatasi probabilmente per seguire i contorni impervi del rilievo collinare su cui è posta la fortificazione. Il castello, che si può ascrivere alla tipologia dei castelli recinto, si compone di una cinta muraria dotata di due torri, una di forma rotonda posta sul lato meridionale e un'altra, a base quadrata, situata in una posizione sghemba nei pressi del vertice sud-occidentale e dotata di una scala a chiocciola lignea.
Tra le due torri si trova il castello propriamente detto, ovvero un corpo monoblocco dotato di merlatura in stile guelfo dotato di finestre a bifora e di porte dotate di archi a sesto acuto sui quali sono evidenti i segni dei rimaneggiamenti operati nel corso del tempo. All'interno della costruzione sono presenti una cantina destinata alle cibarie, alcune stanze con gli alloggi delle guarnigioni militari e una stalla dotata di fienile.
La cinta muraria, le cui cortine sono coronate con una merlatura analoga a quella del corpo principale, continua anche verso nord, con due distinti tratti: il primo, a settentrione, di forma curva, mentre il secondo, a oriente, forma un angolo acuto. Lungo questo tratto di mura si trovano l'accesso al castello nonché un secondo corpo, che, a differenza della restante parte della struttura, è intonacato.
Internamente rispetto alla cinta muraria è presente il giardino, che richiama la tipologia dell'hortus conclusus medievale.